# Ephestia

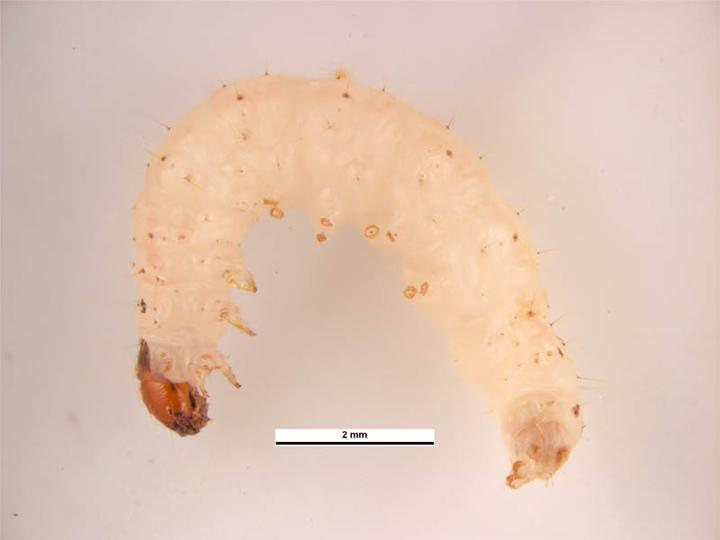
Ephestia kuehniella, larva

Ephestia es un género de lepidópteros de la familia Pyralidae. Algunas especies son plagas importantes de productos de almacén como semillas o cereales. La especie más conocida es la polilla del cacao Ephestia elutella y la polilla de la harina, E. kuehniella.
El género Cadra está muy relacionado con Ephestia y puede ser un sinónimo más moderno. Algunas especies están asignadas a este género, en especial en fuentes no entomológicas.

## Diversidad
Las especies de Ephestia incluyen:
- Ephestia abnormalella Ragonot, 1887
- Ephestia animella K.Nupponen & Junnilainen, 1998
- Ephestia callidella Guenée, 1845
- Ephestia calycoptila Meyrick, 1935
- Ephestia columbiella Neunzig, 1990
- Ephestia cypriusella Roesler, 1965
- Ephestia disparella Hampson, 1901
- Ephestia elutella (Hübner, 1796) –
- Ephestia inquietella Zerny, 1932
- Ephestia kuehniella (Zeller, 1879) –
- Ephestia laetella Rebel, 1907
- Ephestia mistralella (Millière, 1874)
- Ephestia parasitella Staudinger, 1859
- Ephestia rectivittella Ragonot, 1901
- Ephestia subelutellum (Ragonot, 1901)
- Ephestia unicolorella Staudinger, 1881
- Ephestia welseriella (Zeller, 1848)